# 教育科学研究会国語部会
教育科学研究会・国語部会（きょういくかがくけんきゅうかい・こくごぶかい）は、日本の民間教育研究団体の一つ。教育科学研究会の一部会として設立された。小学校、中学校、高等学校、大学、日本語学校、学習塾などで国語教育（日本語教育）に携わる教職員、学生などで構成されている。略称は、教科研・国語部会（きょうかけん・こくごぶかい）。

## 概要
教育科学研究会・国語部会は1952年に設立され、「子どもたちをすぐれた日本語のにない手に」（いわゆる「56年テーゼ」）という目標を掲げ、文学作品の読み方指導や、言語教育（語彙指導、文法指導、音声・発音の指導、文字指導）等の理論的・実践的研究を行っている。言語学者の奥田靖雄をリーダーとし、鈴木重幸、宮島達夫、上村幸雄、高橋太郎、鈴木康之、湯本昭南、工藤真由美といった、主として言語学研究会に属する言語学者・日本語学者が理論面を指導し、今日に至っている。国語教育の実践家・理論家であった国分一太郎、宮崎典男の他、実践家の無着成恭、のちに文芸教育研究協議会（文芸研）を組織した西郷竹彦らもこの会のメンバーであった。従来の学校文法から改善を図った、戦後の国語学・日本語学や言語学を反映した言語教育のテキスト（副読本）『にっぽんご』シリーズ（むぎ書房）を順次刊行している。その文法論はヨーロッパの伝統的な言語学の流れを汲みつつ独自に発展させたもので、教科研文法と呼ばれることもある。

## 基本理念
この会の国語科における基本目標や、国語科の基本的内容は「56年テーゼ」とも呼ばれる、1956年の第1回全国研究集会での討論結果としてまとめられている。その詳しい解説は奥田靖雄「すぐれた日本語のにない手に」（奥田靖雄・国分一太郎編『読み方教育の理論』所収）としてまとめられている。その内容は以下の通りである。（漢字・ひらがなの表記は、ここでは、国語国字問題に対して明確な意識を持っていた奥田靖雄の表記法に従うこととする。）
（1）国語教育の基本目標
- 子どもたちをすぐれた日本語のにない手にそだてあげることが、国語教育の基本的な目標である。

（2）国語教育の内容
- すぐれた文章をこどもにあたえて、文字、発音、単語、文法などの初歩的な知識をおしえながら、その文章をもりこまれている豊かな思想や感情を理解する能力をつける。
- 子どもたちの生活のことばから出発し、しだいに標準語で自分の考えを自由に正確に表現できるようにしながら、ただしいものの見方、考え方、感じ方をそだてる。
- 以上の仕事を土台にして、はなす力、きく力を子どものものにしていく。
- とりたてて、文字、発音、単語、文法などについての系統的な知識をあたえて、国語にたいするただしい理解をあたえる。
- ことばを形式とする芸術、文学作品をただしく鑑賞する力をやしない、その創造のための基礎をつちかう。
- 祖国のことばの力を自覚させ、また祖国のことばにたいする愛情をやしない、ただしい民族意識をそだてる。

## 指導過程
教育科学研究会・国語部会は、戦後初めて国語教育の内容と方法を整理し、中でも読み方教育（読解指導）を科学的・体系的なものに改めたことで、全国の教師たちに熱狂的に支持され、主として民間教育研究運動に参加する教師たちによって広まっていった。特に、文を「絵と感情に置き換える」と説明し、伝統的な三読法（通読・精読・味読）を科学的なものに改めて発展させた、形象の知覚（一次読み、二次読み）→分析→主題の理解→総合読みなどと進める読み方教育の方法は、戦後国語教育の土台となった。
また、明星学園国語部の無着成恭、須田清らや、秋田県、群馬県、岡山県、新潟県などの教師たちが同会メンバーらと協同して作った文法・発音・文字・単語などを体系的に教える言語教育の教科書「にっぽんご」シリーズも、小学校から大学までの教科書ないしは副読本として広まり、その影響は中国・韓国・ロシア等、外国にまで及んでいる（外国人が日本語を研究する際に、避けて通ることのできない重要な参考文献とされている）。

## 機関誌
『教育国語』（むぎ書房、ほぼ年2回発行。現在、第4期刊行中。2013年12月現在、第4期25号を刊行。）

## 関連文献
- 奥田靖雄・国分一太郎編『読み方教育の理論』（国土社,1963年。1963年よりむぎ書房,ISBN 9784838400638）
- 奥田靖雄・国分一太郎編『国語教育の理論』（むぎ書房,1964年,ISBN 978-4-8384-0064-5）
- 奥田靖雄・国分一太郎編『続国語教育の理論』（むぎ書房,1966年,ISBN 9784838400652）

## 主なメンバー（実践家）
- 宮崎典男
- 無着成恭
- 篠崎五六
- 加藤光三
- 須田清